# Inaporc
Inaporc est l'interprofession nationale porcine française.

## Histoire
Inaporc est une association qui regroupe les professionnels de la filière porcine en France. Créée en 2002, elle est reconnue par les pouvoirs publics en 2003.
En janvier 2016, la Fédération des industriels de la charcuterie quitte l'Inaporc sur un constat de désaccord. D'une façon générale, Au sein d'Inaporc, « Les transformateurs pensent que la différenciation qualitative de la production pour satisfaire la demande en viande sous label bio ou sous label rouge est un enjeu fort alors qu'a contrario les producteurs, concentrés sur la maîtrise des coûts, font de la standardisation de la production un enjeu important ».
En février 2017, le rapport du Conseil général de l'agriculture, de l'alimentation et des espaces ruraux dresse un bilan de l'action de l'interprofession. Les réussites tiennent au travail commun avec l'Interbev, à la coopération avec l'IFIP, ainsi qu'à la prise de conscience progressive, après 2002, de la nécessité d'une action collective. Les limites de l'action d'Inaporc sont dues à un certain nombre de facteurs, parmi lesquels les écarts de cultures entre éleveurs habitués à l'action collective, et entrepreneurs plus individualistes, la prudence des acteurs dans un contexte de crise, et les antagonismes des intérêts des différents acteurs : « la trop forte concentration économique des entreprises, quel que soit le maillon de la filière induit des comportements et des postures peu favorables à l’action collective. Les grandes entreprises qui dominent leur segment d'activité, ne souhaitent pas s’engager pleinement dans l'action collective ». Enfin, le rythme annuel de conclusion des accords ne permet pas d'engager d'actions sur le long terme.
Inaporc est sollicitée en 2017 par l'association Welfarm sur l'utilisation en élevage porcin de l'hormone équine.
En janvier 2018, la Fédérations des industriels de la charcuterie décide de réintégrer Inaporc à la suite d'une médiation du ministère de l’Agriculture et à son implication dans l’élaboration du plan de filière de l’interprofession en décembre 2017.

## Gouvernance
Son président est Guillaume Roué, également président de la coopérative bretonne Prestor.
Les membres de l’interprofession sont les fédérations professionnelles représentatives de chaque métier de la filière porcine française.
- Métiers de l'alimentation animale : Syndicat national de l’industrie de la nutrition animale (SNIA), Coop de France nutrition animale ;
- Métiers de l'élevage : Fédération nationale porcine (FNP), Coordination rurale, Coop de France bétail et viande, Comité régional porcin (CRP) Pays de la Loire, Association régionale interprofessionnelle porcine (ARIP) Normandie, CRP Bretagne, Comité régional porcin autres régions ;
- Métiers de l'abattage-découpe : Coop de France bétail et viande, SNIV / SNCP, Fédération des industries et du commerce en gros des viandes (FEDEV), FNEAP ;
- Métiers de la charcuterie salaison : Fédération française des industriels charcutiers, traiteurs, transformateurs de viande (FICT) ;
- Métiers de la distribution : Fédération du commerce et de la cistribution (FCD), CFBCT, CNCT, Restau’Co.

## Financement
Inaporc est financée, en 2010, par des contributions volontaires obligatoires auprès des professionnels de la filière à hauteur de 8 142 000 euros.
L'interprofession choisit en 2013 d'ôter le caractère obligatoire aux cotisations volontaires, le contrôle exercé par l’État s’est donc considérablement amoindri. Les contributions volontaires s'élèvent en 2015 à 7 694 217 euros, dont près de 4 000 000 euros collectés par les membres de la Fédération des industriels de la charcuterie.

## Engagements
Inaporc adopte en décembre 2017 un plan de filière qui fixe la stratégie qui sera déployée sur les cinq prochaines années pour rendre la filière dynamique, rentable et durable au bénéfice de tous ses membres, selon l'organisme.
Dans le plan de filière, l’interprofession a pris des engagements visant à structurer une nouvelle segmentation du marché située entre le standard et les labels, nécessaire face à la multiplication des démarches privées. Par ailleurs, plusieurs objectifs pour monter en gamme ont été définis, parmi lesquels un développement des IGP et des AOP, du label rouge et du bio. A ce jour, le marché du porc est composé de 11% de signes officiels de qualité et le plan de filière prévoit de passer à 30%. Par ailleurs, Inaporc a proposé de créer un comité de liaison avec les associations représentant la société civile (consommateurs, environnement, bien-être, caritative).

## Activités

### Actions techniques et de recherche
Inaporc finance des actions techniques et de recherche réalisées par l'IFIP, l'institut du porc.

### Communication
L'interprofession réalise des campagnes de communication et de promotion des produits porcins,. Son logo est créé en janvier 2014,.
Inaporc est présente au salon de l'agriculture.
Selon Greenpeace, la communication controversée d'Inaporc « dans toutes les sphères de la vie publique et privée » vise à influencer à la fois les professionnels de santé, les élèves et enseignants, le grand public et les institutions publiques,..

### Lobbying
Pour l'année 2020, Inaporc déclare à la Haute Autorité pour la transparence de la vie publique exercer des activités de lobbying pour le compte de 12 clients, pour un montant compris entre 50 000 et 75 000 euros.

## Procédures judiciaires
Le 6 juin 2025 Philippe Bizien, président d'Inaporc perd sa procédure-bâillon contre le site d'investigation Splann ! qu'il avait initié à la suite de la publication par celui-ci de l'article intitulé « Copains comme cochons : élus, éleveurs ou écrivains, qui sont les lobbyistes du porc en Bretagne ? ».